# Co Tòng
Co Tòng là một xã thuộc huyện Thuận Châu, tỉnh Sơn La, Việt Nam.
Xã Co Tòng có diện tích 29,87 km², dân số năm 1999 là 2068 người, mật độ dân số đạt 69 người/km².